# B–21 Raider
A B–21 Raider az Amerikai Egyesült Államok Légierejének legújabb alacsony észlelhetőségű nehézbombázója, amelyet a B–2 Spirit váltótípusaként fejleszt a Northrop Grumman vállalat.

## Története
A fejlesztés 2011-ig nyúlik vissza, azonban a gép első prototípusát 2022. december 2-án mutatták be először a nagyközönségnek, az első felszállását 2023. november 10-én hajtotta végre. 
A bevethetőséget (IOC) 2030-ban érheti el. A program szigorúan titkos: a repülőgép képességeiéről szinte semmi sem tudható egyelőre, a bemutatásakor is csak bizonyos szögből engedték fényképezni a gépet. 
Nevében a 21-es szám a 21. századra utal, mivel várhatóan az évszázad nagyobb részét végigszolgálja a típus. A Raider elnevezés pedig a Japán elleni első amerikai légitámadás résztvevőinek állít emléket, akiket Doolittle-raiders néven szoktak emlegetni.

## Fordítás
Ez a szócikk részben vagy egészben  a   Northrop Grumman B-21 Raider című angol Wikipédia-szócikk ezen változatának fordításán alapul.  Az eredeti cikk szerkesztőit annak laptörténete sorolja fel. Ez a jelzés csupán a megfogalmazás eredetét és a szerzői jogokat jelzi, nem szolgál a cikkben szereplő információk forrásmegjelöléseként.